# Dee Bost
Demarquis "Dee" Bost (ur. 12 października 1989 w Charlotte) – amerykański koszykarz posiadający również bułgarskie obywatelstwo, występujący na pozycji rozgrywającego, obecnie zawodnik AS Monako.
W trakcie swojej kariery zaliczył także krótkie epizody w zespołach NBA takich jak: Portland Trail Blazers, Utah Jazz, czy Indiana Pacers. Nie rozegrał jednak w ich barwach ani jednego spotkania sezonu zasadniczego.
W sierpniu 2015 podpisał umowę z zespołem Stelmetu Zielona Góra. 2 lipca 2016 związał się z występującym w lidze francuskiej zespołem AS Monaco.
Latem 2016 zadebiutował w reprezentacji Bułgarii.
1 lipca 2017 został zawodnikiem Žalgirisu Kowno. 12 grudnia zawarł umowę z francuskim SIG Strasburg.
12 lipca 2018 dołączył do rosyjskich Chimek Moskwa. 27 lutego 2019 opuścił klub. Tego samego dnia trafił do AS Monako.

## Osiągnięcia
Stan na 3 października 2019, na podstawie, o ile nie zaznaczono inaczej.
NCAA
- Uczestnik turnieju NCAA (2009)
- Mistrz turnieju konferencji Southeastern (SEC – 2009)
- Zaliczony do:
  - I składu:
    - SEC (2012)
    - najlepszych pierwszorocznych zawodników SEC (2009)
    - turnieju Coaches vs. Classic (2012)

  - II składu SEC (2010–2011)

Drużynowe
- Mistrz:
  - Czarnogóry (2013)
  - Polski (2016)
- Wicemistrz:
  - EuroChallenge (2015)
  - Francji (2019)
  - Wenezueli (2014)
- Brąz:
  - Ligi Mistrzów (2017)
  - mistrzostw Francji (2018)
- Zdobywca:
  - pucharu:
    - Francji (2018)
    - Liderów Francji (2017)

  - Superpucharu Polski (2015)[11]
- Finalista pucharu:
  - Czarnogóry (2013)
  - Polski (2016)[12]
- 1/4 rozgrywek Eurocup (2013)

Indywidualne
- MVP Finałów PLK (2016)[13]
- Uczestnik meczu gwiazd:
  - D-League (2014)
  - francuskiej ligi LNB Pro A (2019)
- Zaliczony do:
  - I składu PLK przez dziennikarzy (2016)[14]
  - III składu defensywnego D-League (2014)
  - All D-League Honorable Mention (2014)
- Zawodnik tygodnia (24.02.2014)